# Exitianus greensladei
Exitianus greensladei är en insektsart som beskrevs av Ross 1968. Exitianus greensladei ingår i släktet Exitianus och familjen dvärgstritar. Inga underarter finns listade i Catalogue of Life.